# Don't Speak
"Don't Speak" là một bài hát của ban nhạc rock người Mỹ No Doubt nằm trong album phòng thu thứ ba của họ, Tragic Kingdom (1995). Nó được phát hành như là đĩa đơn thứ ba trích từ album vào ngày 15 tháng 4 năm 1996 bởi Interscope Records. Bài hát được viết lời bởi giọng ca chính Gwen Stefani và người anh trai của cô Eric Stefani, và được sản xuất bởi Matthew Wilder với nội dung nói về việc kết thúc mối quan hệ tình cảm sau 7 năm giữa Gwen với thành viên trong nhóm là Tony Kanal.
Sau khi phát hành, "Don't Speak" đã gặt hái những thành công vượt trội trên toàn cầu và trở thành bài hát nổi tiếng nhất trong sự nghiệp của No Doubt. Nó đạt vị trí quán quân ở nhiều quốc gia như Úc, Canada, Đan Mạch, Ireland, Hà Lan, New Zealand, Na Uy, Scotland, Tây Ban Nha, Thụy Điển, Thụy Sĩ và Vương quốc Anh. Tại Hoa Kỳ, bài hát đã nhận được nhiều lượt yêu cầu và phát sóng rộng rãi, đứng đầu bảng xếp hạng Billboard Hot 100 Airplay trong 16 tuần không liên tiếp và là bài hát thành công nhất trên sóng phát thanh Hoa Kỳ vào năm 1996. Tuy nhiên, do không được phát hành dưới hình thức thương mại, nó đã không thể lọt vào bảng xếp hạng Billboard Hot 100 theo quy định lúc bấy giờ.
Video ca nhạc cho "Don't Speak" được đạo diễn bởi Sophie Muller, trong đó tập trung vào việc nhóm trình bày bài hát trong một trường quay và những hình ảnh họ trình diễn trên sân khấu. Ngoài ra, những cảnh quay khác còn khắc họa câu chuyện về việc giới truyền thông quá tập trung sự chú ý vào Stefani và không quan tâm đến tài năng và sự hiện diện của những thành viên còn lại. Video đã nhận được hai đề cử tại Giải Video âm nhạc của MTV năm 1997 cho Video của năm và Video xuất sắc nhất của nhóm nhạc, và chiến thắng giải sau.
Bài hát đã xuất hiện trong danh sách "500 Bài hát hay nhất từ khi bạn sinh ra" của tạp chí Blender, ở vị trí thứ 495. Nó cũng được hát lại và sử dụng làm nhạc mẫu bởi nhiều nghệ sĩ khác, bao gồm Bone Thugs-n-Harmony, Ice Cube và dàn diễn viên của Glee. Năm 1998, "Don't Speak" nhận được hai đề cử giải Grammy ở hạng mục Bài hát của năm và Trình diễn song ca hoặc nhóm nhạc giọng pop xuất sắc nhất, nhưng không thắng giải nào.

## Danh sách bài hát
Đĩa CD maxi tại châu Âu / Đĩa CD tại Anh quốc
1. "Don't Speak" – 4:23
2. "Don't Speak" (bản alternate) – 4:23
3. "Hey You" (bản acoustic) – 3:25
4. "Greener Pastures" – 5:05

Đĩa 7" tại Anh quốc / Đĩa CD tại châu Âu
1. "Don't Speak" – 4:23
2. "Greener Pastures" – 5:05

## Xếp hạng
| Bảng xếp hạng (1996–97)               | Vị trí cao nhất |
| ------------------------------------- | --------------- |
| Úc (ARIA)                             | 1               |
| Áo (Ö3 Austria Top 40)                | 2               |
| Bỉ (Ultratop 50 Flanders)             | 1               |
| Bỉ (Ultratop 50 Wallonia)             | 2               |
| Canada Top Singles (RPM)              | 1               |
| Đan Mạch (Tracklisten)                | 1               |
| Châu Âu (European Hot 100 Singles)    | 1               |
| Phần Lan (Suomen virallinen lista)    | 4               |
| Pháp (SNEP)                           | 4               |
| Đức (Official German Charts)          | 2               |
| Ireland (IRMA)                        | 1               |
| Ý (FIMI)                              | 7               |
| Hà Lan (Dutch Top 40)                 | 1               |
| Hà Lan (Single Top 100)               | 1               |
| New Zealand (Recorded Music NZ)       | 1               |
| Na Uy (VG-lista)                      | 1               |
| Scotland (OCC)                        | 1               |
| Tây Ban Nha (PROMUSICAE)              | 1               |
| Thụy Điển (Sverigetopplistan)         | 1               |
| Thụy Sĩ (Schweizer Hitparade)         | 1               |
| Anh Quốc (OCC)                        | 1               |
| Hoa Kỳ Adult Contemporary (Billboard) | 4               |
| Hoa Kỳ Adult Pop Airplay (Billboard)  | 1               |
| Hoa Kỳ Alternative Songs (Billboard)  | 1               |
| Hoa Kỳ Pop Airplay (Billboard)        | 1               |
| Hoa Kỳ Radio Songs (Billboard)        | 1               |
| Hoa Kỳ Rhythmic (Billboard)           | 9               |

| Bảng xếp hạng (1996)                  | Vị trí |
| ------------------------------------- | ------ |
| Netherlands (Dutch Top 40)            | 132    |
| Sweden (Sverigetopplistan)            | 16     |
| Bảng xếp hạng (1997)                  | Vị trí |
| Australia (ARIA)                      | 8      |
| Austria (Ö3 Austria Top 40)           | 5      |
| Belgium (Ultratop 50 Flanders)        | 10     |
| Belgium (Ultratop 40 Wallonia)        | 7      |
| Canada Top Singles (RPM)              | 11     |
| Europe (European Hot 100)             | 3      |
| France (SNEP)                         | 18     |
| Germany (Official German Charts)      | 6      |
| Italy (Hit Parade)                    | 76     |
| Netherlands (Dutch Top 40)            | 6      |
| Netherlands (Single Top 100)          | 22     |
| New Zealand (Recorded Music NZ)       | 30     |
| Norway Spring Period (VG-lista)       | 20     |
| Norway Winter Period (VG-lista)       | 1      |
| Sweden (Sverigetopplistan)            | 57     |
| Switzerland (Schweizer Hitparade)     | 6      |
| UK Singles (Official Charts Company)  | 7      |
| US Radio Songs (Billboard)            | 1      |
| US Adult Top 40 (Billboard)           | 5      |
| US Hot Modern Rock Tracks (Billboard) | 33     |

| Bảng xếp hạng (1990–99)              | Vị trí |
| ------------------------------------ | ------ |
| Netherlands (Dutch Top 40)           | 16     |
| UK Singles (Official Charts Company) | 40     |

## Chứng nhận
| Quốc gia                                                                           | Chứng nhận  | Số đơn vị/doanh số chứng nhận |
| ---------------------------------------------------------------------------------- | ----------- | ----------------------------- |
| Úc (ARIA)                                                                          | 2× Bạch kim | 140.000^                      |
| Áo (IFPI Áo)                                                                       | Vàng        | 25.000*                       |
| Bỉ (BEA)                                                                           | Bạch kim    | 0*                            |
| Pháp (SNEP)                                                                        | Vàng        | 286,000                       |
| Đức (BVMI)                                                                         | Bạch kim    | 500.000^                      |
| Hà Lan (NVPI)                                                                      | Vàng        | 50.000^                       |
| Na Uy (IFPI)                                                                       | 2× Bạch kim | 0*                            |
| Thụy Điển (GLF)                                                                    | Vàng        | 15.000^                       |
| Thụy Sĩ (IFPI)                                                                     | Bạch kim    | 50.000^                       |
| Anh Quốc (BPI)                                                                     | Bạch kim    | 1,007,000                     |
| * Chứng nhận dựa theo doanh số tiêu thụ. ^ Chứng nhận dựa theo doanh số nhập hàng. |             |                               |